# Ammannia cordata
Ammannia cordata är en fackelblomsväxtart som beskrevs av Robert Wight och Arn.. Ammannia cordata ingår i släktet Ammannia och familjen fackelblomsväxter. Inga underarter finns listade i Catalogue of Life.